# Prozesskunst

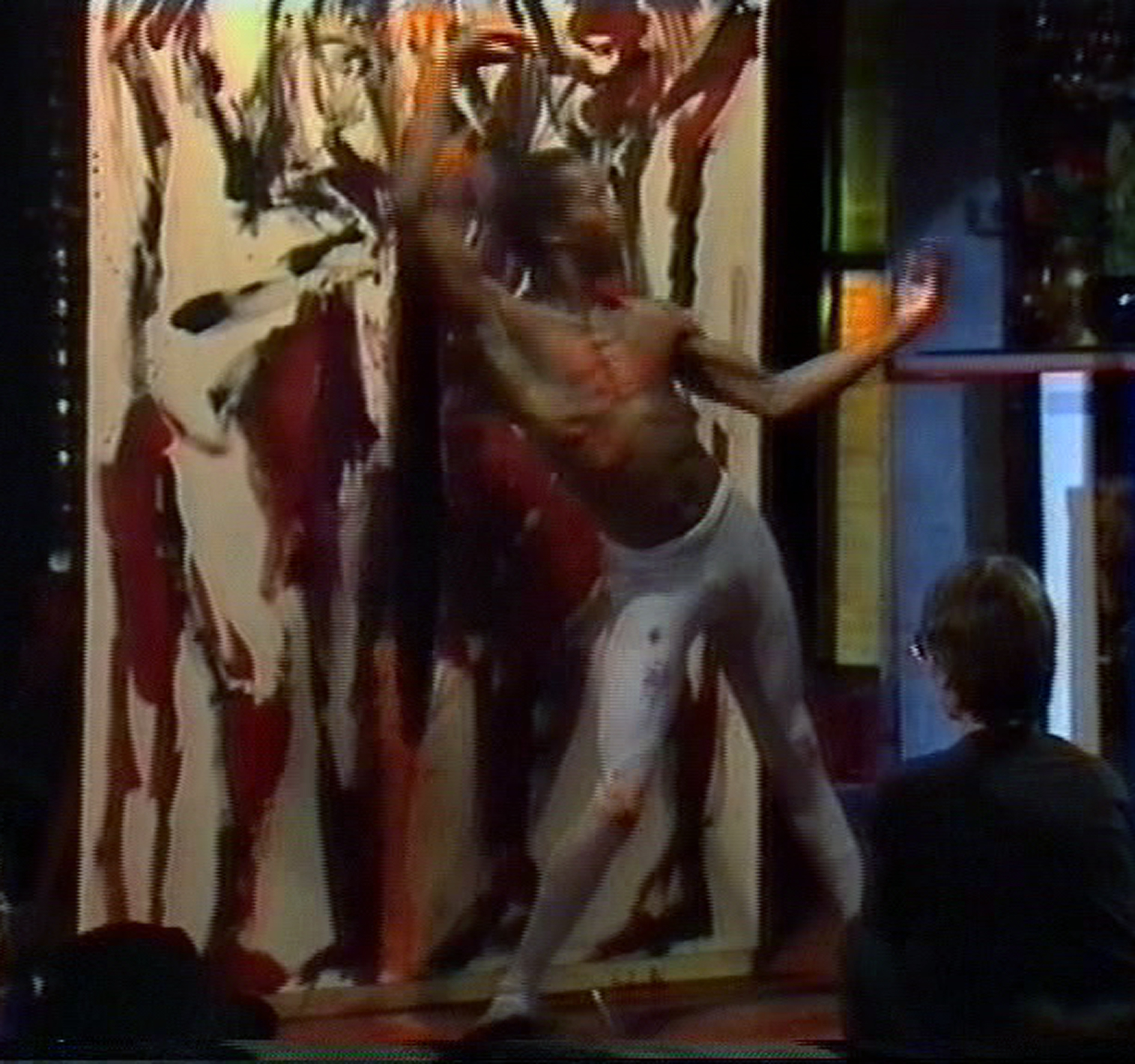
Der Tänzer Robert Solomon vor der Prozessmalerei Trias von Barbara Heinisch im Rahmen der literarischen Revue lyrics von Joachim Dennhardt, Aufnahme aus der gleichnamigen WDR-Sendung, Düsseldorf 1988

Prozesskunst (engl.: process art) oder prozesshafte Kunst ist eine Form der zeitgenössisch-avantgardistischen Konzeptkunst, die in den 1960er Jahren, basierend auf den Ideen der Minimal Art und der Performance-Kunst, entwickelt wurde. Werke der Prozesskunst sollen Zeit und Raum für Künstler und Betrachter bewusst machen, Hintergründe in der Entstehung in das Kunstwerk einbeziehen sowie konkret Entwicklungen anstoßen und steuern und diese bewusst wahrnehmbar machen.
Die Entwicklung des Kunstwerks wird teilweise in die Präsentation einbezogen. Bevorzugtes Medium zur Umsetzung dieser Ideen war die Videotechnik. Bei der Prozesskunst steht nicht das Ergebnis im Vordergrund, sondern die Handlung, die Aktion, beziehungsweise der Entstehungsprozess eines Bildes oder Objekts, der auf Foto-, Film- oder Videomaterial festgehalten wurde. Im weiteren Sinne ist das Kunstwerk durch Alltagseinflüsse noch einem natürlichen Veränderungsprozess unterworfen (Betrachter, Erosion, Gezeiten, Tageszeiten u. ä.). Die Prozesskunst steht der Arte Povera nahe.
Bekannte Vertreter in Deutschland sind Jochen Gerz, Eva Hesse, Klaus Rinke, Ulrich Rückriem oder Franz Erhard Walther; international werden unter anderem Joseph Beuys, Barry Le Va, Robert Morris, Bruce Nauman, Michelangelo Pistoletto, Richard Serra und Jiro Takamatsu zur Prozesskunst gerechnet.